# Arizona Daily Star
The Arizona Daily Star est un quotidien d'informations qui parait dans la ville de Tucson et ses alentours, en Arizona. Le journal a été racheté par Pulitzer (en) en 1971 et appartient actuellement à la compagnie Gannett.